# Азрийау

Сиро-хеттские царства

Азрийау (Азария; «Яхве — моя помощь»; аккад. Az-ri-ia-a-u) — царь одного из сиро-хеттских государств, предводитель антиассирийского восстания, подавленного Тиглатпаласаром III в 738 или 737 году до н. э.

## Биография

### Происхождение
О происхождении Азрийау достоверных сведений в исторических источниках не сохранилось. Долгое время считалось, что он упоминается в двух клинописных надписях.
Первый текст сильно испорчен и имеет значительные лакуны. В сделанном в конце XIX века переводе этой надписи сообщалось, что Азрийау — «человек из Яуди». На этом основании была выдвинута версия, что под Яуди имеется ввиду Иудея, а сам Азрийау был выходцем из этого царства и даже, возможно, мог быть тождественен царю Осии (или Азарии). Однако упоминавшиеся в надписи факты не соответствовали другим свидетельствам, известным об этом иудейском царе. В качестве альтернативы было сделано предположение, что под Яуди имеется ввиду Самаль. Однако в 1970-х годах было установлено, что первоначальное чтение этой надписи ошибочно: в ней вообще не упоминается об Азрийау, а описываемые в тексте события относятся к правлению иудейского царя Езекии. В настоящее время считается, что этот артефакт, ранее идентифицировавшийся как часть «Анналов Тиглатпаласара III», в действительности является частью Азекской надписи. В ней описывается поход царя Синаххериба в Левант, Филистию и Иудею в 701 году до н. э., а упоминаемый в тексте «A-za-qa-a» является не именем Азрийау, а городом Азеком, который тогда был захвачен ассирийцами.
В другом фрагменте ассирийских анналов Азрийау назван с эпитетом «из Хамата». В нём также упоминается, что жители девятнадцати городов Хаматского царства были среди основных участников мятежа. Этот текст породил предположение, что Азрийау мог быть правителем этого царства. Однако так как известно, что в то время хаматским царём был Эни-илу, а Азрийау нигде в древних источниках не упоминается с титулом «царь Хамата», распространение получило мнение, что он мог быть лишь одним из представителей местной знати. Возможно, Азрийау, кем бы он ни был, попытался отторгнуть северную часть владений Эни-илу и основать там своё царство.
По ещё одному предположению, Азрийау мог быть правителем одного из сиро-хеттских царств (например, Хатаррики).
В целом же, среди востоковедов распространено мнение, что на основе известных на нынешний момент свидетельств о Азрийау точно установить его титул и владения невозможно. С большой долей уверенности можно утверждать только о почитании родителями Азрийау иудейских богов, о чём свидетельствует присутствие в его имени основы «jahu» (Яхве).

### Во главе антиассирийского восстания

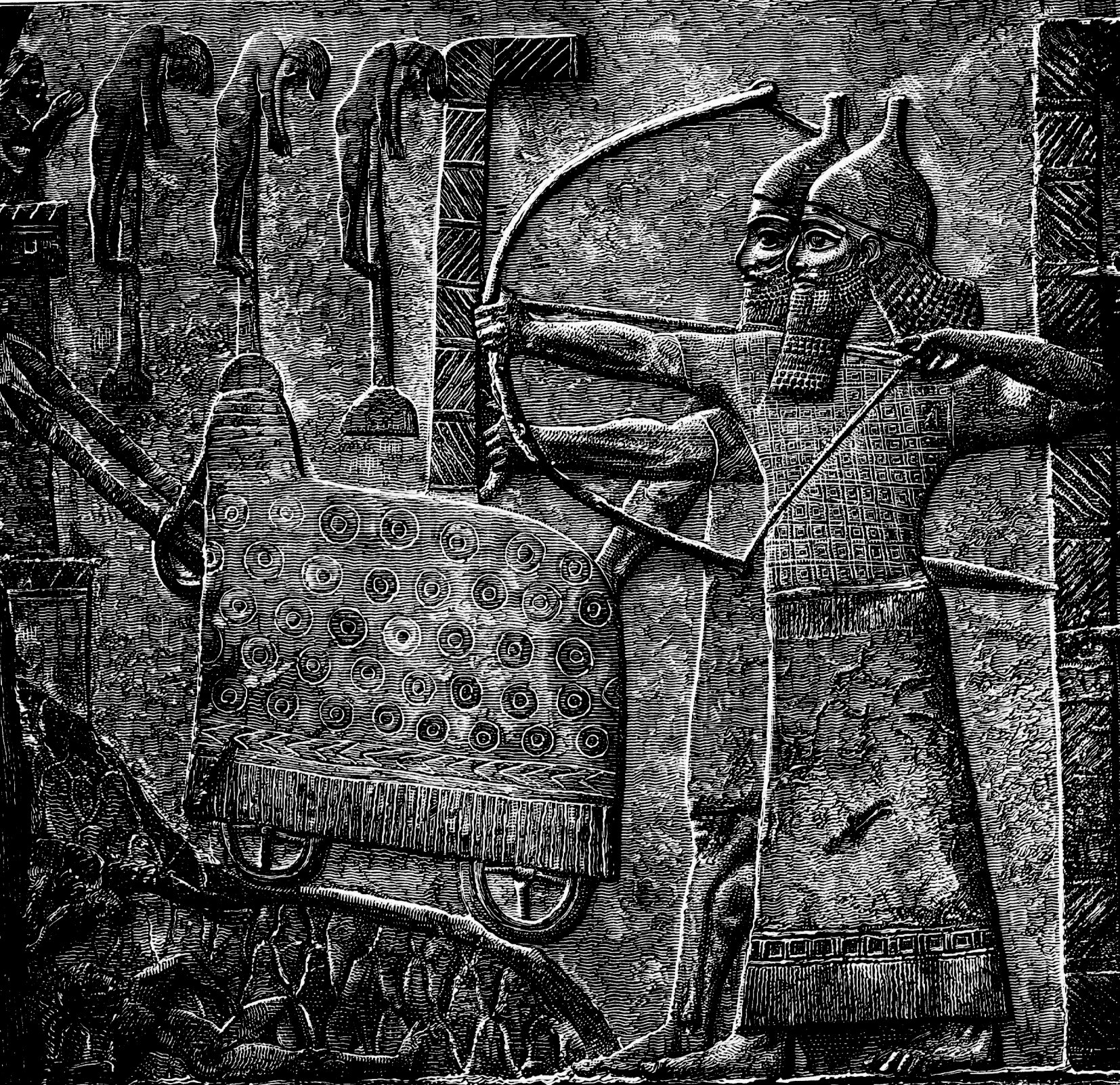
Ассирийская армия осаждает город. Рельеф времён Тиглатпаласара III из царского дворца в Ниневии

В «Анналах Тиглатпаласара III» сообщается, что в 738 или 737 году до н. э. произошло антиассирийское восстание, охватившее Сирию и северную часть Финикии. Мятеж возглавил Азрийау. Среди восставших местностей в анналах упоминаются царства Унки (здесь правил царь Тутамму), Хамат, Арвад и Гургум. Однако мятеж не был поддержан правителями других сиро-хеттских царств.
Начало восстанию положило нападение войска во главе с Азрийау на Самаль. Здесь был убит местный властитель, ассирийский ставленник Барцур, а многие члены царской семьи изгнаны. Один из изгнанников, сын убитого монарха Панамува II, сразу же известил о мятеже Тиглатпаласара III.
Тиглатпаласар III направил против мятежников ассирийскую армию и восстание уже вскоре было жестоко подавлено. Азрийау был схвачен и о его дальнейшей судьбе сведений не сохранилось. Гургумский царь Тархулара быстро выказал покорность Тиглатпаласару III и благодаря этому сохранил власть. Бо́льшая часть участвовавших в восстании городов была присоединена к Ассирии. Часть из них была включена в состав уже существовавших провинций, а часть — 19 хаматских городов, а также Цумур, Сийанну, Усну и Рашпуна, ранее входившие в состав владений арвадского царя Матанбаала II — образовали новую провинцию, центром которой стал Цумур. Её первым наместником стал Салманасар, сын и наследник Тиглатпаласара III. Многие жители мятежных городов были переселены в отдалённые области Ассирии. Царю Панамуве II, после возвращения в Самаль унаследовавшему престол своего отца, в благодарность за верность ассирийский монарх передал несколько городов, которыми до того владели Азрийау и Тархулара.
Опасаясь повторить участь восставших, Тиглатпаласару III изъявили покорность и те правители Леванта и Финикии, которые не участвовал в мятеже. Среди таких в ассирийских анналах называются цари Шипитбаал II Библский и Хирам II Тирский.